# William Labov
William Labov (/lə.'boʊv/; Rutherford, Nueva Jersey, 4 de diciembre de 1927-17 de diciembre de 2024) fue un lingüista estadounidense del Departamento de Lingüística de la Universidad de Pensilvania. Se le considera el fundador de la sociolingüística cuantitativa y su trabajo se centró en la sociolingüística y la dialectología.

## Biografía
Estudió en Harvard (1948) y trabajó como químico industrial (1949-61) antes de dedicarse a la lingüística. Para su tesis de MA realizó un estudio de cambio dialectal en la isla de Martha's Vineyard, que presentó ante la Sociedad Lingüística de América con cierto éxito. Posteriormente, Labov realizó su doctorado en la Universidad de Columbia (1963). Enseñó en Columbia (1964-70) antes de convertirse en profesor de lingüística de la Universidad de Pensilvania (1971), y entonces se convirtió en el director del Laboratorio de Lingüística de la universidad (1977). 
Los métodos que usó para recoger datos para su estudio de las variedades del inglés habladas en Nueva York, publicados como The Social Stratification of English in New York City (1966), han tenido una influencia fundamental en dialectología social.
A finales de los '60 y principios de los '70, sus estudios de características lingüísticas del inglés afroamericano fueron muy influyentes: Labov argumentó que esa variedad no debería ser estigmatizada por no ser estándar, sino considerada una variedad con sus propias reglas gramaticales, aunque sus hablantes frecuentemente usen el inglés americano estándar para sus comunicaciones en entornos más amplios. También se destaca su estudio inaugural de la forma en que las personas comunes estructuran las historias narrativas de sus propias vidas.
Sus trabajos incluyen:
- Language in the Inner City: Studies in Black English Vernacular, 1972
- Sociolinguistic Patterns, 1972
- Principles of Linguistic Change (vol.I Factores Internos, 1994; vol. II Factores sociales, 2001)
- The Atlas of North American English, 2006, junto con Sharon Ash y Charles Boberg.

## Distinciones
En 1985 Labov recibió una mención honorífica de la facultad de humanidades de la Universidad de Uppsala, Suecia. 
El 5 de junio de 2012 fue investido doctor honoris causa por la Universidad Pompeu Fabra (UPF) de Barcelona.
En 2015 fue galardonado con la medalla de Neil y Saras Smith para la lingüística por la Academia Británica por "su gran contribución a las ciencias lingüísticas."